# Nguyễn Văn Đủ
Nguyễn Văn Đủ là một sĩ quan cấp cao trong Quân đội nhân dân Việt Nam, hàm Trung tướng, từng giữ các chức vụ: Chủ nhiệm Chính trị, Phó Chính ủy, Chính ủy Quân đoàn 2; Phó Chính ủy, Bí thư Đảng ủy, Chính ủy Trường Đại học Chính trị.

## Thân thế và sự nghiệp
Trước đó, ông từng giữ các chức vụ như Chủ nhiệm Chính trị, Phó Chính ủy Quân đoàn 2
Năm 2010, bổ nhiệm giữ chức Chính ủy Quân đoàn 2
Năm 2014, bổ nhiệm giữ chức Phó Chính ủy Trường Đại học Chính trị.
Tháng 2 năm 2015, bổ nhiệm giữ chức Chính ủy Trường Đại học Chính trị, Bí thư Đảng ủy Trường Đại học Chính trị
Tháng 6 năm 2019, ông nghỉ hưu
Thiếu tướng (1.2011), Trung tướng (6.2015)